# Keratella crassa
Keratella crassa is een raderdiertjessoort uit de familie Brachionidae. De wetenschappelijke naam van deze soort is voor het eerst geldig gepubliceerd in 1943 door Ahlstrom.